# 绛央却杰
絳央卻傑（1379年—1449年），又稱妙音法王，本名扎西班丹，生於西藏桑耶地方（今扎囊縣境內）。幼年時候在澤當寺出家為僧。後來拜格魯派創始人宗喀巴為師。明永樂十四年（1416年），即藏曆火猴年，在內鄔宗宗本南喀桑布的大力支持下，得到了當地貴族朗嘎桑的資助，在拉薩以西5公里的北山山坡上創建哲蚌寺，並擔任住持。